# Hôpital-Camfrout

Hôpital-Camfrout este o comună în departamentul Finistère, Franța. În 1 ianuarie 2022 avea o populație de 2.220 de locuitori.